# 3307 Athabasca
A 3307 Athabasca (ideiglenes jelöléssel 1981 DE1) a Naprendszer kisbolygóövében található aszteroida. Schelte J. Bus fedezte fel 1981. február 28-án.